# Jack Churchill
John Malcolm Thorpe Fleming Churchill, meglio noto come Jack Churchill o con i soprannomi di Fighting Jack Churchill  ("Jack Churchill il combattente") e Mad Jack ("Folle Jack") (Colombo, 16 settembre 1906 – Chertsey, 8 marzo 1996), è stato un militare britannico.
Combatté per tutta la durata della seconda guerra mondiale armato di arco lungo, frecce e spada scozzese a lama larga. È anche noto per il motto "ogni ufficiale che va all'azione senza spada è armato in modo inappropriato". Raggiunse il grado di tenente colonnello.
Tra le sue decorazioni vanta il Distinguished Service Order con barra e la Military Cross con barra (la barra nelle onorificenze anglosassoni indica un ulteriore conferimento, quindi venne insignito due volte di entrambe).

## Biografia

### Anni giovanili
Churchill nacque nel Surrey (in Inghilterra) o ad Hong Kong da genitori britannici e studiò al King William's College sull'isola di Man. Si diplomò a Sandhurst nel 1926 e prestò servizio in Birmania con il Manchester Regiment. Lasciò l'esercito nel 1936 e lavorò come redattore di giornale. Grazie alla sua abilità nel maneggio dell'arco e con la cornamusa recitò una piccola parte nel film Il ladro di Bagdad.

### Seconda guerra mondiale

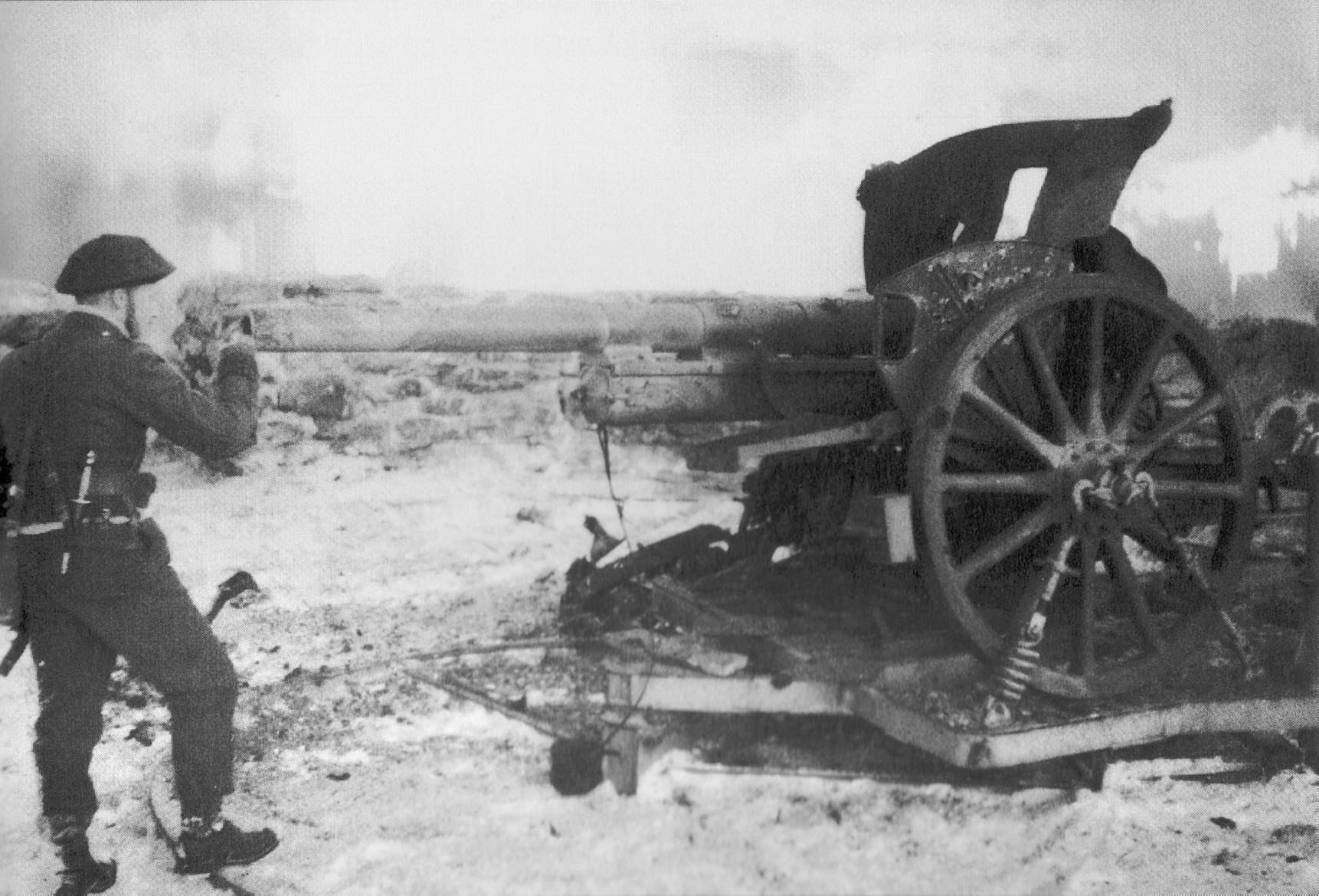
Churchill guarda nella canna di un cannone campale da 75 mm conquistato

Churchill riprese servizio dopo l'invasione tedesca della Polonia. Nel maggio 1940, con il suo reparto, il Manchester Regiment, tese un'imboscata a una pattuglia tedesca nei pressi di L'Épinette, in Francia. Churchill diede il segnale di attacco eliminando il Feldwebel (maresciallo) nemico con le sue frecce dentate, diventando il solo soldato britannico che risulti aver abbattuto un avversario con l'arco lungo nella seconda guerra mondiale. Dopo aver combattuto la battaglia di Dunkerque, si offrì volontario per i Commandos.
Churchill fu vicecomandante del No. 3 Commando nell'operazione Archery, un raid contro la guarnigione tedesca di Vågsøy (Norvegia, 27 dicembre 1941). Quando calarono le rampe del primo mezzo da sbarco, Churchill balzò avanti dalla sua posizione e suonò un motivo con la sua cornamusa, prima di lanciare una granata e correre verso lo scontro nella baia. Per le sue azioni a Dunkerque e a Vågsøy Churchill ottenne la Military Cross (Dunkerque) con barra (Vågsøy).
Nel luglio 1943, divenuto comandante, guidò il No. 2 Commando dallo sbarco a Catania, equipaggiato secondo la propria tradizione: spada scozzese al fianco, arco e frecce al collo e la sua cornamusa sotto il braccio. Lo stesso fece nello sbarco a Salerno. Alla testa del No. 2 Commando, Churchill ricevette l'ordine di catturare un posto di osservazione tedesco alla periferia di Molina, il luogo in questione controllava un passo che conduceva alla testa di ponte di Salerno. Guidò l'attacco con il No. 2 Commando ed il No. 41, s'infiltrò nella città e catturò il posto facendo quarantadue prigionieri tra cui una squadra mortai. Churchill fece scendere dal passo i suoi e i prigionieri, i quali trasportavano su carretti i feriti. Commentò che era "un'immagine da guerre napoleoniche". Per l'azione di comando di Salerno, ebbe il Distinguished Service Order.
Nel 1944 guidò i Commandos in Jugoslavia, dove aiutò i partigiani di Tito dall'isola adriatica di Lissa. In maggio gli fu ordinato di eseguire delle incursioni sull'isola di Brazza in mano ai tedeschi. Organizzò un'"armata Brancaleone" comprendente 1500 partigiani, il No. 43 Commando ed un troop (unità minore) del No. 40 Commando per il raid. Lo sbarco non incontrò resistenza, ma alla vista dei nidi da cui poi incontrarono il fuoco tedesco, i partigiani decisero di sospendere l'attacco fino al giorno dopo. La cornamusa di Churchill segnalò ai Commando rimasti di dare battaglia. Dopo essere stato mitragliato per errore da un caccia Spitfire della RAF, Churchill decise di ritirarsi per la notte e rilanciare l'attacco il mattino seguente. All'indomani, fu lanciato un attacco aggirante dal No. 43 Commando con Churchill alla testa di elementi del No. 40 Commando. I partigiani rimasero nell'area di sbarco; solo Churchill ed altri sei riuscirono a raggiungere l'obiettivo. Un proiettile di mortaio uccise o ferì tutti fuorché Churchill che stava suonando alla cornamusa Will Ye No Come Back Again? ("Non tornerai più?") mentre i tedeschi avanzavano. Perse i sensi per le esplosioni delle granate e fu catturato. Fu poi trasferito in volo a Berlino per essere interrogato e successivamente inviato a Sachsenhausen.

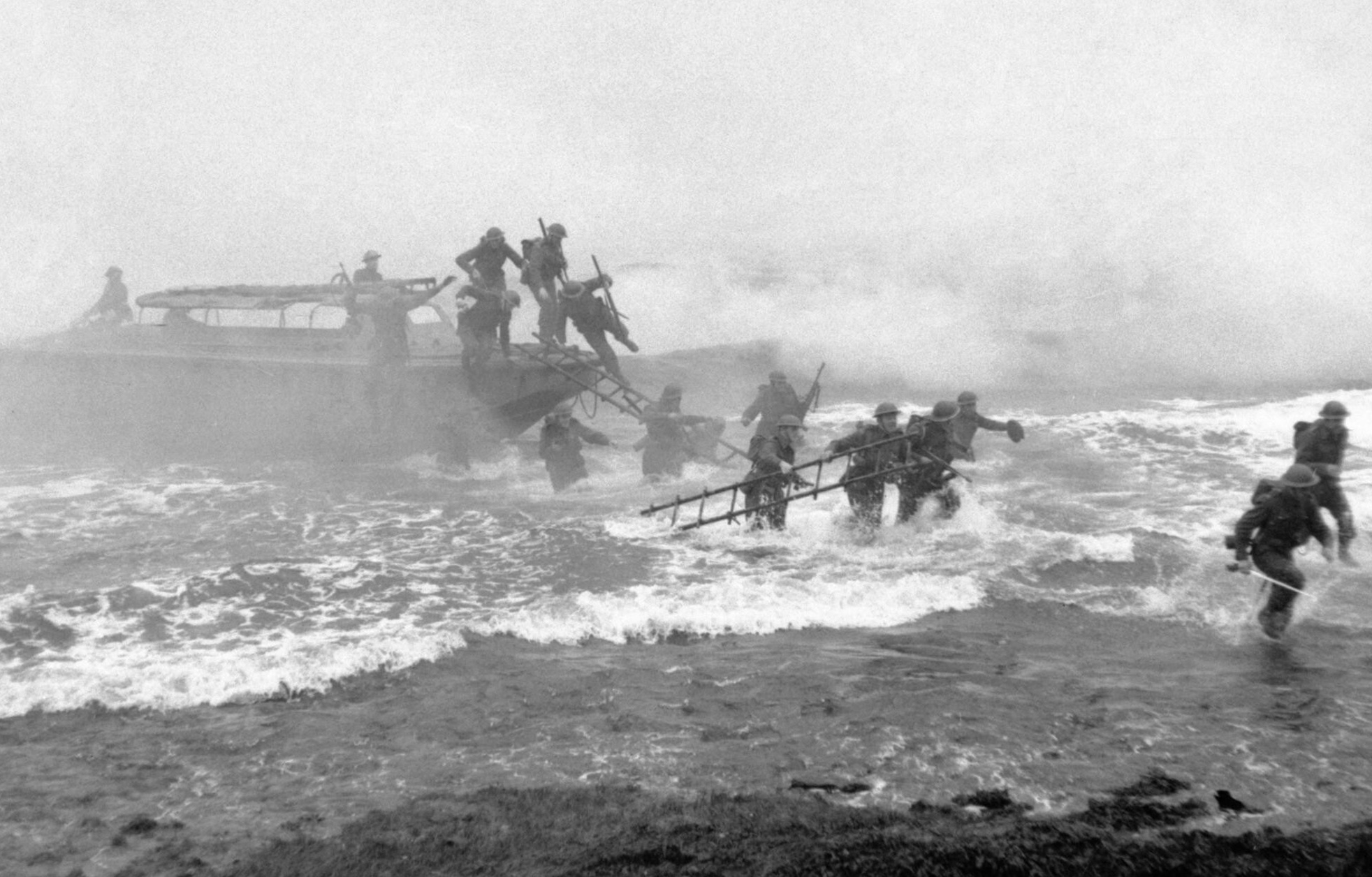
Jack Churchill (tutto a destra) guida un'esercitazione, spada in pugno, da un'Eureka boat ad Inveraray

Nel settembre 1944 Churchill e un ufficiale della RAF strisciarono sotto il filo spinato, attraverso un canale di scolo abbandonato e tentarono di raggiungere a piedi la costa baltica. Furono catturati vicino alla città costiera di Rostock, a pochi chilometri dal mare. A fine aprile 1945 Churchill ed altri 140 prigionieri di spicco furono trasportati a Villabassa in Val Pusteria (Alto Adige) dalle SS. Una delegazione di prigionieri avvertì gli alti ufficiali dell'esercito tedesco che temevano che sarebbero stati uccisi. Un'unità dell'esercito, comandata dal capitano Wichard von Alvensleben si mosse per proteggere i prigionieri. In inferiorità numerica, le SS si allontanarono, lasciandoseli dietro. I prigionieri furono liberati e dopo la partenza dei tedeschi, Churchill percorse a piedi 150 km fino a Verona, dove si congiunse ad un reparto corazzato statunitense.
Siccome la guerra del Pacifico era ancora in corso, Churchill fu spedito in Birmania, dove si stavano combattendo le più grandi battaglie terrestri contro il Giappone. Quando Churchill arrivò in India, Hiroshima e Nagasaki erano già state bombardate e la guerra terminò. Contrariato per l'improvvisa fine del conflitto, Churchill avrebbe commentato: "Se non fosse stato per questi maledetti yanks, avremmo potuto tirare avanti con la guerra per altri 10 anni."

### Anni successivi
Terminata la seconda guerra mondiale, Churchill prese il brevetto di paracadutista, fu trasferito al reggimento scozzese Seaforth Highlanders, per poi finire in Palestina come vicecomandante del primo battaglione dell'Highland Light Infantry. Nella primavera del 1948, appena prima che finisse il mandato nella regione, Churchill restò coinvolto in un altro scontro: assieme ad altri dodici suoi soldati, tentò di proteggere un convoglio medico di Hadassah, che venne attaccato da centinaia di arabi. Il fuoco di copertura che gli inglesi riuscirono a fornire fu insufficiente a sventare il massacro. In seguito, coordinò l'evacuazione di settecento ebrei fra medici, studenti e pazienti dall'ospedale di Hadassah presso il campus dell'Università Ebraica di Gerusalemme sul monte Scopus.
Negli anni successivi Churchill funse da istruttore presso la scuola di guerra aero-terrestre in Australia, dove divenne un patito del surf. Ritornato in Inghilterra, fu il primo uomo a cavalcare il mascheretto da 1,5 m del Severn e progettò la propria tavola. Anche da pensionato non rinunciò alla propria eccentricità. Sul treno che lo portava a casa, spaventava controllori e passeggeri buttando ogni giorno la sua valigetta dal finestrino: spiegò successivamente che in tal modo lanciava il bagaglio nel cortile di casa sua, così da non doverselo trasportare dalla stazione.
Congedatosi dall'esercito nel 1959, avendo ricevuto due volte il Distinguished Service Order, morì nel Surrey nel 1996.

### Famiglia
Churchill sposò Rosamund Margaret Denny l'8 marzo 1941 e dall'unione nacquero due figli, Malcolm John Leslie Churchill, nato l'11 novembre 1942 e Rodney Alistair Gladstone Churchill, nato il 4 luglio 1947.